# Abus de confiance
Pour les articles homonymes, voir Abus de confiance (homonymie).
 (janvier 2025).
Si vous disposez d'ouvrages ou d'articles de référence ou si vous connaissez des sites web de qualité traitant du thème abordé ici, merci de compléter l'article en donnant les références utiles à sa vérifiabilité et en les liant à la section « Notes et références ».
L'abus de confiance est une infraction pénale reconnue dans plusieurs juridictions. Il s'agit de détourner des valeurs patrimoniales au préjudice d'autrui alors qu'elles nous avaient été confiées.

## Droit par État

### Droit canadien

#### Droit pénal canadien
En droit pénal canadien, l'abus de confiance fait l'objet de deux dispositions distinctes du Code criminel : l'abus de confiance d'un fonctionnaire public (art. 122 C.cr.) et l'abus de confiance criminel (art. 336 C.cr.).

« Abus de confiance par un fonctionnaire public
122 Est coupable d’un acte criminel et passible d’un emprisonnement maximal de cinq ans tout fonctionnaire qui, relativement aux fonctions de sa charge, commet une fraude ou un abus de confiance, que la fraude ou l’abus de confiance constitue ou non une infraction s’il est commis à l’égard d’un particulier. »

« Abus de confiance criminel
336 Est coupable d’un acte criminel et passible d’un emprisonnement maximal de quatorze ans quiconque, étant fiduciaire d’une chose quelconque à l’usage ou pour le bénéfice, en totalité ou en partie, d’une autre personne, ou pour un objet public ou de charité, avec l’intention de frauder et en violation de sa fiducie, détourne cette chose, en totalité ou en partie, à un usage non autorisé par la fiducie. »

#### Common law canadienne
En common law canadienne, l'abus de confiance (breach of trust) est une transgression civile dans le droit des fiducies.

### Droit pénal français
L'abus de confiance est, en droit pénal français, « le fait par une personne de détourner, au préjudice d'autrui, des fonds, des valeurs ou un bien quelconque qui lui ont été remis et qu'elle a acceptés à charge de les rendre, de les représenter ou d'en faire un usage déterminé ». L’article 314-1 du Code pénal français punit ce délit d'une peine pouvant aller jusqu'à 375 000 € d'amende et 5 ans d'emprisonnement.
Ce délit est constitué par trois éléments constitutifs : un détournement, un préjudice et une intention, et suppose au préalable la réunion de deux conditions.

### Droit pénal suisse
L'abus de confiance, en droit suisse, est une infraction pénale contre le patrimoine.